# The Day Hell Broke Loose at Sicard Hollow
The Day Hell Broke Loose at Sicard Hollow är en digital EP av Maylene and the Sons of Disaster. EP:n släpptes på Ferret Records och innehåller 3 låtar, två som också finns på deras nästkommande album, II. Den tredje låten ansågs inte platsa för att vara med på bandets första album.

## Låtförteckning
1. Dry the River (Finns även på II)
2. Don't Ever Cross a Trowell (Finns även på II)
3. Is That a Threat or a Promise? (Tidigare osläppt)